# The Bodysnatchers
The Bodysnatchers var ett brittiskt skaband som ingick i 2 Tone-rörelsen i början av 1980-talet.

## Karriär
The Bodysnatchers bildades i London av Nick Summers 1979. De släppte två singlar på 2 Tone Records. Deras första spelning var på puben Windsor Castle i London, den 24 november 1979. Efter att ha signats av 2 Tone gav de sig ut på turné tillsammans med The Selecter. De medverkade i dokumentärfilmen Dance Craze 1981.
The Bodysnatchers spelade tillsammans i mindre än två år. De splittrades 1981 utan att ha gett ut något album. Några av medlemmarna gick med i ett annat tjejband, The Belle Stars. Efter att Terry Hall hoppade av The Specials tog The Bodysnatchers' sångerska, Rhoda Dakar, över hans plats.
1984 startade Sarah Jane Owen och Penny Layton skabandet The Deltones, som släppte ett album med tillhörande singel på Unicorn Records 1989. De splittrades 1991.
Dakar har nyligen släppt ett soloalbum på Moon Ska World. Cleaning In Another Woman's Kitchen är ett akustiskt album, där nyskrivet material blandas med covers från The Bodysnatchers. Hon uppträder också, tillsammans med Bad Mannersmedlemmarna Martin Stewart och Louis Alphonso på Skaville UK. Hon medverkar även som sångerska på deras album 1973 som väntas lanseras i juli 2007. 

## Medlemmar
- Rhoda Dakar – sång (1979 – 1981)
- Sarah Jane Owen – gitarr (1979 – 1981)
- Stella Barker – gitarr (1979 – 1981)
- Nicky Summers – basgitarr (1979 – 1981)
- Penny Leyton – keyboard (1979 – 1981)
- Miranda Joyce – saxofon (1979 – 1981)
- Jane Summers – trummor (1979 – 1980)
- Judy Parsons – trummor (1980 – 1981)

## Diskografi
Singlar
- "Let's Do Rock Steady" / "Ruder Than You" (1980) - UK Singles Chart #22[1]
- "Easy Life" / "Too Experienced" (1980) - UK #50[1]
- "The Boiler" / "Theme From The Boiler" (Rhoda With The Special AKA) - (1982) UK #35

Samlingsalbum (div. artister)
- Dance Craze (1981) - UK Albums Chart #5[2][3]
- This Are Two Tone (1983) - UK #51[4][5]
- The 2 Tone Story (1989) - UK #16[6]